# Dichelacera albomarginata
Dichelacera albomarginata är en tvåvingeart som först beskrevs av Krober 1930.  Dichelacera albomarginata ingår i släktet Dichelacera och familjen bromsar. Inga underarter finns listade i Catalogue of Life.